# Defense Support Program

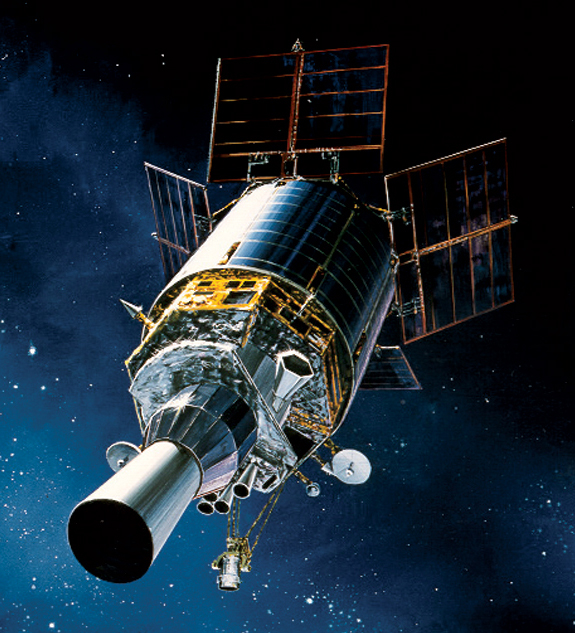
Representação artística de um satélite DSP em órbita.

O Defense Support Program (DSP) é um programa da Força Aérea dos Estados Unidos, que opera os satélites de reconhecimento, que formam o principal componente do sistema de alerta via satélite atualmente utilizado pelo Estados Unidos.
Os satélites DSP, que são operados pelo Comando Espacial da Força Aérea, para detectar lançamentos de mísseis ou naves espaciais e explosões nucleares usando sensores que detectam as emissões infravermelhos dessas fontes intensas de calor. Durante a Guerra do Golfo, por exemplo, O DSP foi capaz de detectar os lançamentos de mísseis iraquianos Scud e fornecer avisos oportunos para os civis e as forças militares em Israel e Arábia Saudita.